# Convenzione di Costantinopoli
La Convenzione di Costantinopoli fu un trattato firmato da Regno Unito, Germania, Austria-Ungheria, Spagna, Francia, Italia, Paesi Bassi, Impero russo e Impero ottomano il 29 ottobre 1888, sulle regole d'uso del Canale di Suez.
Nel 1882 la guerra anglo-egiziana portò la Gran Bretagna ad acquisire il controllo fisico del Canale di Suez e dell'Egitto. La Francia, che in precedenza aveva dominato il canale e i cui investitori controllavano ancora la maggioranza delle azioni della Compagnia del canale di Suez, sperava di indebolire il controllo britannico e tentò di influenzare l'opinione europea al fine di internazionalizzare il canale.

Le due potenze raggiunsero un compromesso attraverso il trattato. L'articolo I, che garantisce il passaggio a tutte le navi durante la guerra e la pace, era in conflitto con l'articolo X, che consentiva al Chedivè di adottare misure per "la difesa dell'Egitto e del mantenimento dell'ordine pubblico". Quest'ultima clausola venne usata per difendere le loro azioni dagli inglesi nella seconda guerra mondiale e dall'Egitto contro la spedizione israeliana dopo il 1948.  Tuttavia, la Gran Bretagna accettò il trattato con riluttanza e solo con serie riserve:
I delegati della Gran Bretagna, nell'offrire questo testo come regola definitiva per garantire il libero uso del Canale di Suez, ritengono che sia loro dovere annunciare una riserva generale sull'applicabilità delle sue disposizioni in quanto incompatibili con lo Stato transitorio ed eccezionale in cui si trova effettivamente l'Egitto e nella misura in cui potrebbero ostacolare la libertà di azione del governo durante l'occupazione dell'Egitto da parte delle forze britanniche.
La Francia accettò la riserva ma, in conformità con il diritto internazionale dell'epoca, notò che ciò rendeva il trattato una "dichiarazione accademica" "tecnicamente inoperante".  La riserva non fu rimossa fino all'Entente Cordiale tra Gran Bretagna e Francia, e la convenzione entrò finalmente in vigore nel 1904.  L'Intesa stabilì che il funzionamento della commissione internazionale di supervisione descritta nell'articolo 8 sarebbe "rimasto sospeso". Tuttavia, per i successivi quarant'anni, le azioni britanniche sarebbero state in gran parte nello spirito della riserva abbandonata.
Il 5 agosto 1914, all'inizio della prima guerra mondiale, l'Egitto dichiarò che il canale sarebbe stato aperto alle navi di tutte le nazioni, ma la Gran Bretagna convertì la sua occupazione in un protettorato britannico e vietò l'accesso al canale alle navi nemiche. Citando la sicurezza del canale, la Gran Bretagna tentò di mantenere le sue prerogative nelle dichiarazioni unilaterali.
I firmatari comprendevano tutte le grandi potenze europee nel 1888 e il trattato fu interpretato come un diritto di passaggio garantito di tutte le navi attraverso il Canale di Suez durante i periodi di guerra e di pace.
I successivi conflitti e scontri passarono sul controllo del Canale alle varie potenze, tra cui Regno Unito, Egitto, Israele e Nazioni Unite. Nel 1956 il governo egiziano nazionalizzò il Canale di Suez. Il 5 giugno 1967, durante la Guerra dei Sei Giorni, l'Egitto chiuse e bloccò il canale contro Israele. Il corso d'acqua venne riaperto il 10 giugno 1975. Una forza multinazionale di osservatori (compresi gli Stati Uniti, Israele e l'Egitto) supervisiona attualmente il canale, che è di proprietà e gestito dall'Autorità del Canale di Suez della Repubblica Araba d'Egitto. Secondo le regole internazionali che regolano la navigazione attraverso Suez, l'Egitto non può vietare a nessuna nave di passare attraverso il Canale di Suez se non c'è una guerra tra l'Egitto e quel paese.